# Stéphanie Njuh Nsella
Stéphanie Njuh Nsella (* 4. Dezember 1995) ist eine kamerunische Leichtathletin, die sich auf den Sprint spezialisiert hat.

## Sportliche Laufbahn
Erste internationale Erfahrungen sammelte Stéphanie Njuh Nsella im Jahr 2023, als sie bei den Spielen der Frankophonie in Kinshasa mit 11,97 s im Halbfinale im 100-Meter-Lauf ausschied, wie auch über 200 Meter mit 24,16 s. Zudem siegte sie dort mit der kamerunischen 4-mal-100-Meter-Staffel in 44,78 s. Im Jahr darauf wurde sie bei den Afrikameisterschaften in Douala mit der 4-mal-100-Meter-Staffel im Vorlauf disqualifiziert und belegte mit der 4-mal-400-Meter-Staffel in 3:43,75 min den fünften Platz.
2019 wurde Njuh Nsella kamerunische Meisterin im 100- und 200-Meter-Lauf.

## Persönliche Bestleistungen
- 100 Meter: 11,84 s (+0,4 m/s), 12. Februar 2022 in Yaoundé
- 200 Meter: 24,01 s (+0,3 m/s), 10. August 2019 in Yaoundé